# Рытвины Самарканд
Рытвины Самарканд (лат. Samarkand Sulci) — система рытвин (рельеф из чередующихся борозд и хребтов) на поверхности Энцелада (спутника Сатурна). Примерные координаты — 30°00′ с. ш. 327°30′ з. д. / 30° с. ш. 327,5° з. д..

## География и геология
Эти образования были обнаружены на снимках космического аппарата «Вояджер-2», а через некоторое время их заснял с намного лучшим разрешением зонд «Кассини-Гюйгенс». Рытвины расположены на северо-западной части равнины Сарандиб, их максимальный размер составляет около 360 км. Северная часть рытвин Самарканд образована линейными разломами. Это указывает на то, что она представляет собой рифтовую зону, а не появившийся при сжатии — складчатый пояс. В южной и восточной части рытвин видны многочисленные хребты — обычно параллельные, но иногда сходящиеся под углом. Пояса хребтов кое-где ограничены резкими уступами. На восточной оконечности рытвин (где хребты кончаются) эти уступы сходятся, образуя узкие каньоны. В северной части рытвин Самарканд есть несколько кратеров (например, Ахмад и Пери-Бану), частично разрушенных при формировании этих рытвин. На юго-востоке находятся борозды Анбар, а на юго-западе — борозда Дарьябар. На востоке расположена аналогичная структура — рытвины Хама. Рядом с южной частью структур обнаружены тёмные пятна диаметром от 500 до 750 метров. Возможно, они представляют собой провалы.

## Эпоним
Эти рытвины получили имя Самарканда — города, описанного в сборнике арабских сказок «Тысяча и одна ночь». Самарканд (Самарканд Персидский) — город, где правил Шахземан, младший брат Шахрияра. Это название было утверждено Международным астрономическим союзом в 1982 году.